# Hawdala

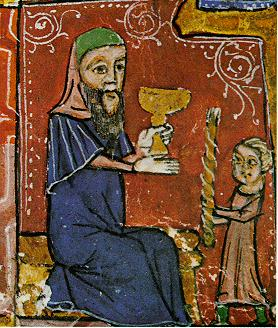
De hawdala-ceremonie. Afbeelding uit het Spanje van de 14e eeuw

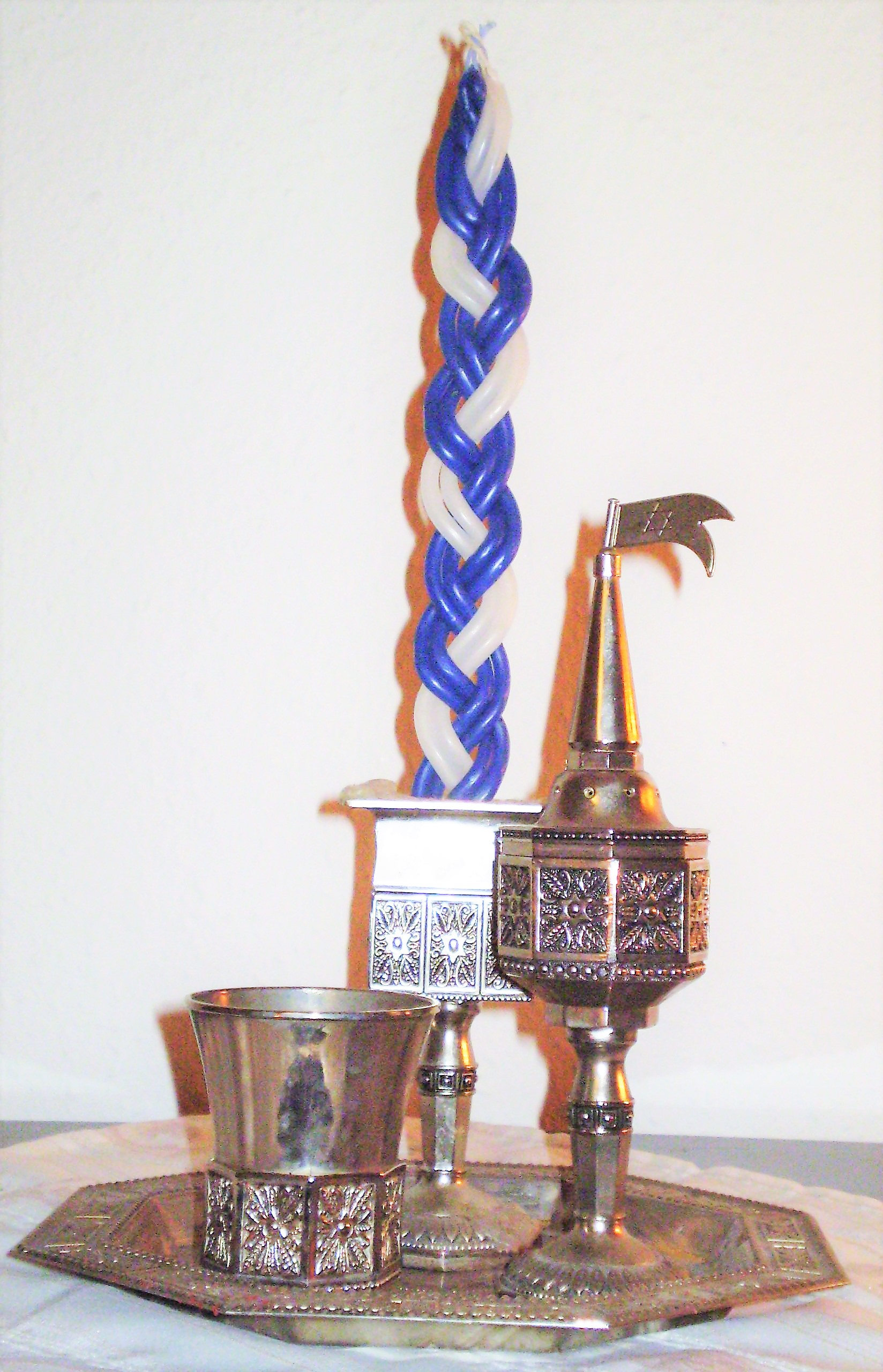
Hawdala-set

Hawdala (of hawdalah) is de ceremonie die de scheiding aangeeft tussen de sjabbat of een feestdag met werkverbod en de daarop volgende werkdag.
Buiten het Land van Israël (Eretz Yisrael) wordt het in sjoel na ma'ariew (avonddienst) door de chazan gezegd en thuis door de man des huizes herhaald. In Israël wordt het soms in sjoel, maar vaak alleen thuis gezegd. Alle joden, inclusief vrouwen en kinderen, dienen de hawdala te horen. Omdat zij op zaterdagavond niet in sjoel zijn, zegt de man des huizes (en in diens afwezigheid de oudst aanwezige zoon) hawdala.
De hawdala-ceremonie bestaat uit enkele inleidende verzen, gevolgd door vier berachot (zegeningen):
1. de beracha boré prie haĝafen over wijn of druivensap
2. de beracha boré miné besamiem over geurende kruiden
3. de beracha boré me'oré ha'eesj over een kaars met meerdere lonten
4. de eigenlijke hawdala beracha.

## Symboliek
De symboliek van de voorwerpen is als volgt.
- De geurende kruiden, die van hand tot hand gaan, zodat iedereen aan kan ruiken, zijn bedoeld om de ziel kracht te geven om afscheid te nemen van de sjabbat en de werkweek weer in te gaan
- De gevlochten kaars met meerdere pitten staat symbool voor het feit dat God meerdere lichten geschapen heeft. De aanwezigen houden hun handen even bij het kaarslicht om daardoor schaduwen te maken zodat onderscheid wordt gemaakt tussen licht en donker.
- De vierde zegening gaat over dit onderscheid; het onderscheid tussen gewijd en ongewijd, tussen Israël en de volkeren, en tussen de zevende dag en de zes werkdagen.

Op de avond van feestdagen worden de berachot over de kruiden en de kaars weggelaten en alleen berachot over de wijn en de hawdala beracha zelf gezegd. De inleidende verzen zijn verschillend in Asjkenazische en Sefardische noeschaot, maar identiek in de verschillende Asjkenazische noeschaot (zoals noesach Asjkenaz en noesach Sefard).
Direct na de hawdala beracha drinkt de man des huizes de hawdala-beker minimaal een rewie'iet (een minimale maat van 75, 86 of 150 cc, afhankelijk van de stroming in het jodendom), waarna de rest van de wijn of druivensap in het havdala bord gegoten wordt, waarin de kaars wordt gedoofd. In plaats van kosjere wijn of druivensap kan ook een andere drank, zoals bier of appelsap gebruikt worden. Maar het dient wel een drank "van het land" te zijn, water volstaat bijvoorbeeld niet. Dan wordt ook de juiste beracha voor die drank gezegd: sjehakol niehujé bidewaro. Dit is alleen toegestaan indien wijn of druivensap niet voorhanden is.
Na het zeggen van de havdala wensen de aanwezigen elkaar sjavoea tof, dat wil zeggen een goede week.
Sommigen hebben de gewoonte om voor hawdala het (grote) licht uit te doen, zodat het licht van de kaars ook werkelijk nut heeft. Wanneer er werkelijk geen man of jongen van 13 jaar of ouder gevonden kan worden om hawdala te zeggen voor de vrouwen, mag een vrouw zelf hawdala zeggen. Iemand die hawdala niet op zaterdagavond na afloop van de sjabbat heeft gezegd, mag het nog tot het donker is op de komende dinsdag worden gezegd. Wanneer hawdala na zaterdagavond wordt gezegd worden de kruiden en kaars weggelaten.
Behalve de hier beschreven hawdala-ceremonie wordt er ook een tekst in het Sjemoné Esré van ma'ariew ingevoegd. Daarnaast is er de korte uitspraak Baroech ha-mawdiel been kodesj le-chol (Gezegend is Hij Die scheidt tussen heilig en profaan). Voordat een van deze drie vormen van hawdala gezegd is (bij de volledige ceremonie is het enkel horen ook voldoende) mag er geen melacha (halachisch 'werk') worden verricht dat op sjabbat dan wel een feestdag verboden is.
Daarnaast mogen mannen tot ze beide vormen van hawdala (zowel in Sjemoné Esré als de hawdala-ceremonie) gezegd (of gehoord, in het tweede geval) hebben, niets eten. Drinken is voor hen wel toegestaan. Deze regel is op vrouwen niet van toepassing.
Ook vrouwen, die normaal niet ma'ariew bidden, kunnen de zin Baroech ha-mawdiel been kodesj le-chol zeggen om de sjabbat te beëindigen voordat de man thuis komt om de hawdala-ceremonie te verrichten.